# 及川恒平
及川 恒平（おいかわ こうへい、1948年8月14日 - ）は、日本のフォークシンガー。

## 略歴
北海道美唄市生まれ、釧路市出身。北海道釧路湖陵高等学校卒業、青山学院大学文学部中退。1970年ごろ、所属していた大学演劇部の関係から小室等率いる六文銭に加入。
代表曲「面影橋から」「夢のまた夢」「夏・二人で」「キングサーモンのいる島」「サーカスゲーム」などを作曲。
作詞・作曲のきっかけは、及川恒平に才能があることを見抜いた小室等が、まずは作詞をさせることから始め、「出発の歌」がヒットしたことから、作曲も勧めたという。
六文銭の解散後、1972年ソロとしてのファーストアルバム『忘れたお話』（ベルウッド）を発表。編曲は瀬尾一三、柳田ヒロら。1974年に、セカンドアルバム『名前のない君の部屋』を発表。編曲は国吉良一。
1975年にアルバム『懐しいくらし』を発表。阿久悠の別荘を借りて宅録した作品。坂本龍一が編曲とピアノ。シュガー・ベイブを終えていた山下達郎、大貫妙子がコーラス。よりポップスよりの作品となった。裏ジャケットの及川恒平の写真には、山下達郎の自主製作アルバムが写り込んでいる。
同じ1975年に沢田研二のアルバム『いくつかの場面』に「U.F.O.」他３曲の作詞を提供。これらの作曲はミッキー吉野らが参加した。
1976年にポリドール・レコードからアルバム『僕のそばにいなさい』を発表。編曲は惣領泰則、松任谷正隆らが参加。
同じ1976年に渋谷ジァンジァンでのライブ盤『Live in JEAN JEAN』、翌年1977年にグループ「ペーパーランド」などでのリリースを続けた。
1980年代はライヴ、リリース活動を休止し作家として事務所に所属して作詞に専念。この事務所マッドキャップは阿久悠と井上大輔が作った会社で、惣領泰則や芹沢廣明、大野克夫も所属していた。
しかし、この事務所を辞めたあと、テニスのインストラクターに転職した。
その後、1990年代後半からは音楽関係の仕事に戻り、アルバム『引き潮』などのリリースや、ライヴ活動、六文銭の再開（小室等・四角佳子と）、テレビ出演など精力的におこなった。
その他、メディアの枠を超える活動もおこなうようになった。すぎやまこういち作品のアニメ「ダイの大冒険」の主題歌『勇者よいそげ!!』やドラゴンクエスト関連の作詞を手がけた。また、大学演劇部先輩のイラストレーター北村魚（きたむら とと）とのコラボレーションの絵本を出版。札幌市在住の歌人・糸田ともよの作品に曲をつける活動もおこなった。

## 影響
小室哲哉は六文銭時代の及川の詞が好きだったと発言している。

## 出演番組
- マクセル・ユア・ポップス（エフエム東京）

## ディスコグラフィ

### シングル
| 発売日                             | 面                                 | タイトル                           | 作詞                               | 作曲                               | 編曲                               | 規格                               | 規格品番                           |
| キングレコード・ベルウッドレコード | キングレコード・ベルウッドレコード | キングレコード・ベルウッドレコード | キングレコード・ベルウッドレコード | キングレコード・ベルウッドレコード | キングレコード・ベルウッドレコード | キングレコード・ベルウッドレコード | キングレコード・ベルウッドレコード |
| ---------------------------------- | ---------------------------------- | ---------------------------------- | ---------------------------------- | ---------------------------------- | ---------------------------------- | ---------------------------------- | ---------------------------------- |
| 1972年11月10日                     | A                                  | 面影橋から                         | 田中伸彦 及川恒平                  | 及川恒平                           | 及川恒平                           | EP                                 | OF-8                               |
| 1972年11月10日                     | B                                  | 夢のまた夢                         | 北村魚                             | 及川恒平                           | 及川恒平                           | EP                                 | OF-8                               |
| 1973年5月                          | A                                  | 雨が降りそうだなあ                 | 及川恒平                           | 及川恒平                           | 柳田ヒロ 瀬尾一三                  | EP                                 | OF-12                              |
| 1973年5月                          | B                                  | 何もしてあげられないよ             | 及川恒平                           | 及川恒平                           | 柳田ヒロ 吉田拓郎                  | EP                                 | OF-12                              |
| 1973年9月                          | A                                  | 面影橋から                         | 田中伸彦 及川恒平                  | 及川恒平                           | 瀬尾一三                           | EP                                 | OF-16                              |
| 1973年9月                          | B                                  | 忘れたお話                         | 流山児祥 北村魚                    | 及川恒平                           | 瀬尾一三                           | EP                                 | OF-16                              |
| 1974年6月                          | A                                  | 東京暮色                           | 阿久悠                             | 及川恒平                           | 国吉良一                           | EP                                 | OF-25                              |
| 1974年6月                          | B                                  | おやすみなさい                     | 及川恒平                           | 及川恒平                           | 国吉良一                           | EP                                 | OF-25                              |
| フィリップス・レコード             |                                    |                                    |                                    |                                    |                                    |                                    |                                    |
| 1975年8月                          | A                                  | 懐かしいくらし                     | 及川恒平                           | 及川恒平                           | すぎやまこういち                   | EP                                 | FW-1005                            |
| 1975年8月                          | B                                  | リエのこと                         | 及川恒平                           | 及川恒平                           | 坂本龍一                           | EP                                 | FW-1005                            |
| 1976年4月                          | A                                  | 僕のそばにいなさい                 | 及川恒平                           | 及川恒平                           | 惣領泰則                           | EP                                 | DR-3041                            |
| 1976年4月                          | B                                  | 空へ飛べ                           | 及川恒平                           | 及川恒平                           | 惣領泰則                           | EP                                 | DR-3041                            |

### アルバム
| 発売日                             | アルバム | 規格                               | 規格品番                           | 備考                               |
| キングレコード・ベルウッドレコード | キングレコード・ベルウッドレコード | キングレコード・ベルウッドレコード | キングレコード・ベルウッドレコード | キングレコード・ベルウッドレコード |
| ---------------------------------- | --- | ---------------------------------- | ---------------------------------- | ---------------------------------- |
| 1973年6月10日                      | 忘れたお話 1. 首飾り・夜が走ってゆく 2. もうひとつの世界 3. 秋の日暮れに限っては 4. 詩人の妻 5. 糸が切れてしまった 6. 忘れたお話 7. 雨が降りそうだなあ 8. シルクロード 9. 何もしてあげられないよ 10. ほろほろと 11. 銀河スケッチ                                                          | LP                                 |                                    |                                    |
| 1990年8月21日                      | 忘れたお話 1. 首飾り・夜が走ってゆく 2. もうひとつの世界 3. 秋の日暮れに限っては 4. 詩人の妻 5. 糸が切れてしまった 6. 忘れたお話 7. 雨が降りそうだなあ 8. シルクロード 9. 何もしてあげられないよ 10. ほろほろと 11. 銀河スケッチ                                                          | CD                                 | KICS-2049                          |                                    |
| 2012年10月3日                      | 忘れたお話 1. 首飾り・夜が走ってゆく 2. もうひとつの世界 3. 秋の日暮れに限っては 4. 詩人の妻 5. 糸が切れてしまった 6. 忘れたお話 7. 雨が降りそうだなあ 8. シルクロード 9. 何もしてあげられないよ 10. ほろほろと 11. 銀河スケッチ                                                          | CD                                 | KICS-2562                          | 2012年デジタルリマスター盤         |
| 1974年7月25日                      | 名前のない君の部屋 1. 名前のない君の部屋 2. 冬の音(糸車 風の音) 3. 初めの頃 4. ギリシャについて書かれた本 5. 幼年時代 6. 惑星 7. 花の季節の歌 8. 待ちぼうけ 9. 東京暮色 10. タイムマシン製造株式会社(C・M SONG) 11. 星雲の群と僕等の会話と一体どっちが本当だっただろう 12. おやすみなさい | LP                                 |                                    |                                    |
| 1979年                             | 名前のない君の部屋 1. 名前のない君の部屋 2. 冬の音(糸車 風の音) 3. 初めの頃 4. ギリシャについて書かれた本 5. 幼年時代 6. 惑星 7. 花の季節の歌 8. 待ちぼうけ 9. 東京暮色 10. タイムマシン製造株式会社(C・M SONG) 11. 星雲の群と僕等の会話と一体どっちが本当だっただろう 12. おやすみなさい |                                    | SKM-7014                           |                                    |
| 2012年10月3日                      | 名前のない君の部屋 1. 名前のない君の部屋 2. 冬の音(糸車 風の音) 3. 初めの頃 4. ギリシャについて書かれた本 5. 幼年時代 6. 惑星 7. 花の季節の歌 8. 待ちぼうけ 9. 東京暮色 10. タイムマシン製造株式会社(C・M SONG) 11. 星雲の群と僕等の会話と一体どっちが本当だっただろう 12. おやすみなさい | CD                                 | KICS-2581                          | 2012年デジタルリマスター盤         |
| ビクターレコード                   | |                                    |                                    |                                    |
| 1975年                             | 海や山の神様たち －ここでも今でもない話－ 1. 長い長い昔話 2. 神様の絵 3. 天の滴 4. ものおぼえのいい郵便屋さん 5. 星のある川 (リコップオマナイ) 6. 海を守る神様 7. ピリカコタン 8. コロポックル 9. アイヌの宝物 10. 火の子供達 11. 丹頂鶴 12. 神様だって                                   | LP                                 | JBX-75                             |                                    |
| 2007年6月21日                      | 海や山の神様たち －ここでも今でもない話－ 1. 長い長い昔話 2. 神様の絵 3. 天の滴 4. ものおぼえのいい郵便屋さん 5. 星のある川 (リコップオマナイ) 6. 海を守る神様 7. ピリカコタン 8. コロポックル 9. アイヌの宝物 10. 火の子供達 11. 丹頂鶴 12. 神様だって                                   | CD（紙ジャケ）                     | VICL-62421                         |                                    |
| 2008年5月21日                      | 海や山の神様たち －ここでも今でもない話－ 1. 長い長い昔話 2. 神様の絵 3. 天の滴 4. ものおぼえのいい郵便屋さん 5. 星のある川 (リコップオマナイ) 6. 海を守る神様 7. ピリカコタン 8. コロポックル 9. アイヌの宝物 10. 火の子供達 11. 丹頂鶴 12. 神様だって                                   | CD                                 | VICL-62421                         |                                    |
| フィリップス・レコード             | |                                    |                                    |                                    |
| 1975年8月                          | 懐かしいくらし 1. 映画のように 2. 懐しいくらし 3. リエのこと 4. 海岸通り 5. シナモンの木 6. 踊る人形 7. 燃えながら飛んだよ 8. さみだれ川 9. 風の鳴る海 10. アンコール | LP                                 | FW-5003                            |                                    |
| 2003年1月22日                      | 懐かしいくらし 1. 映画のように 2. 懐しいくらし 3. リエのこと 4. 海岸通り 5. シナモンの木 6. 踊る人形 7. 燃えながら飛んだよ 8. さみだれ川 9. 風の鳴る海 10. アンコール | CD                                 | TKCA-72499                         |                                    |
| ポリドール・レコード               | |                                    |                                    |                                    |
| 1976年5月21日                      | 僕のそばにいなさい 1. 僕のそばにいなさい 2. 夏のしるし 3. 天の川 4. 空飛べ 5. 雨の糸 6. にんじん 7. 水に揺れる影 8. 愛の発見 9. 別物語 10. 泣いている女 11. 風が吹き抜けて <ボーナス・トラック> 1. 我が子よ 2. それぞれの時代に                                                           | LP                                 | MR-5080                            |                                    |
| 2007年10月24日                     | 僕のそばにいなさい 1. 僕のそばにいなさい 2. 夏のしるし 3. 天の川 4. 空飛べ 5. 雨の糸 6. にんじん 7. 水に揺れる影 8. 愛の発見 9. 別物語 10. 泣いている女 11. 風が吹き抜けて <ボーナス・トラック> 1. 我が子よ 2. それぞれの時代に                                                           | CD                                 | UPCY-6450                          | ボーナストラック2曲入              |
| 1976年9月                          | LIVE IN JEAN JEAN 1. 降りしきる夢 2. しあわせな町 3. 四月が過ぎたら 4. 春の海 5. 街の中で 6. 引潮 7. 銀河鉄道 8. くしゃくしゃのハンカチ 9. 恋は桃色 10. 火 11. 僕のそばにいなさい 12. 紅いランタン                                                                                        | LP                                 | MR-3020                            |                                    |
| 2007年10月24日                     | LIVE IN JEAN JEAN 1. 降りしきる夢 2. しあわせな町 3. 四月が過ぎたら 4. 春の海 5. 街の中で 6. 引潮 7. 銀河鉄道 8. くしゃくしゃのハンカチ 9. 恋は桃色 10. 火 11. 僕のそばにいなさい 12. 紅いランタン                                                                                        | CD                                 | UPCY-6451                          |                                    |
| 1977年5月21日                      | PAPER LAND ※ 及川恒平とペーパー・ランド名義 1. 水の輪 2. 冒険者よ 3. 海を見た 4. 闇の家 5. 親爺のメロディ 6. 立ち止まれ 7. 蜃気楼の町 8. 風待つ人 9. 石になれ 10. 休日の続き 11. コンサート 《メンバー》及川恒平・本田修二・幸田実                                                        | LP                                 | MR-3062                            |                                    |
| 2007年10月24日                     | PAPER LAND ※ 及川恒平とペーパー・ランド名義 1. 水の輪 2. 冒険者よ 3. 海を見た 4. 闇の家 5. 親爺のメロディ 6. 立ち止まれ 7. 蜃気楼の町 8. 風待つ人 9. 石になれ 10. 休日の続き 11. コンサート 《メンバー》及川恒平・本田修二・幸田実                                                        | CD                                 | UPCY-6452                          |                                    |
| さとわMUSIC                        | |                                    |                                    |                                    |
| 1993年9月                          | みどりの蝉 1. さみだれ川 2. くつを繕う 3. 冬のロボット 4. かわのまつり 5. みどりの蝉 6. 引潮 7. 水をあつめた 8. りんご撫づれば 9. きんのうお 10. 歌よ | CD                                 |                                    |                                    |
| 1997年6月11日                      | みどりの蝉 1. さみだれ川 2. くつを繕う 3. 冬のロボット 4. かわのまつり 5. みどりの蝉 6. 引潮 7. 水をあつめた 8. りんご撫づれば 9. きんのうお 10. 歌よ | CD                                 | STW-7002                           |                                    |
| 1999年6月14日                      | ルノアールの雲 1. ルノアールの雲 2. 壜とスガヤくん 3. 歩道橋の春 4. 電話のむこう 5. あまガキ くろビン 6. 催眠術とスガヤくん 7. 木が倒れた 8. ポチが死んだ 9. にじもうせんごけ 10. そらを見てる犬 11. 横浜ベイブリッジ 12. かぜの日 13. こはるびより                                       | CD                                 | STW-7006                           |                                    |
| （株）アップフロントワークス       | |                                    |                                    |                                    |
| 2001年10月20日                     | 引き潮 1. 私の家 2. 雨が空から降れば 3. 面影橋から 4. 夏・二人で 5. ホワン・ポウエルの街 6. 引き潮 7. シルクロード 8. 冬の音 9. ガラスの言葉 10. 夢のくらし 11. 心変わり 12. 海の子守歌 13. 出発の歌 14. 天のしずく                                                                       | CD                                 | FFAC-1018                          |                                    |
| 自主制作                           | |                                    |                                    |                                    |
| 2002年7月                          | しずかなまつり 1. ふたつの水たまり 2. この世 花の日 3. あつまれひかり 4. 海へ 5. いのちかえす日 6. いちにちのすべて 7. なつのあさ 8. なぎさから 9. 平原にて | CD                                 | KOHE-1                             |                                    |
| 2005年６月                         | ほしのはだ 1. Hana 2. にぎやかな木々 3. 優しく逃げた 4. 岬の部屋 5. ありふれた夢 6. 小舟行 7. 冬の池 若沖に 8. 長い歌 9. 世界が完全に晴れた日 10. 大雪の日 11. 咲って 12. ほしのはだ | CD                                 | KOHE-2                             |                                    |
| 2010年                             | 地下書店 1. 水のカノン１ 2. 地下書店 3. 歌う川 4. 君は誰かな 5. 硝子の暦 6. 一緒に帰ろう 7. ゆきのこねこ 8. 薬箱 9. 風のゆくえ 10. まだあたたかい悲しみ 11. 言って別れた 12. 歌の手すり 13. 空の扉 14. 冬の鏡 15. 水のカノン２                                                            | CD                                 | KOHE-3                             |                                    |

## 著作
- 歌謡詞集（1972年、ブロンズ社）-　六文時代の歌詞を集成、散文も収録。

- 僕のそばにいなさい（1976年、講談社）-　エッセイに、ソロ以後の歌詞も収録。

## 提供曲

### 作詞
- 「さようなら」の世界　森山良子（1972年)
- 街は風の港　沢田靖司（1972年10月)
- オレンジの一欠片　沢田靖司（1972年10月)
- うるおいの世界　朱里エイコ（1973年)
- 道標（みちしるべ）　岸洋子（1974年)
- 猫　ひのきしんじ（1974年） - アルバム「僕から」収録。及川・作詞作曲。原茂・編曲。
- 母の絵　ひのきしんじ（1974年） - アルバム「僕から」収録。及川・作詞作曲。原茂・編曲。
- 星の灯台　山平和彦（1975年)
- 外は吹雪　沢田研二（1975年）-　アルバム「いくつかの場面」収録
- 人待ち顔　沢田研二（1975年）-　アルバム「いくつかの場面」収録
- U.F.O.　沢田研二（1975年）-  アルバム「いくつかの場面」収録
- ぬくもりc/w隙間風　片平なぎさ（1976年）
- 飛べ！すてきなベイビーc/w僕だけのプリンセス　フィンガー5（1976年)
- いつのまにか雨　神田広美（1977年）-  アルバム「待ち呆気」収録
- 虹のある風景　神田広美（1977年）-  アルバム「待ち呆気」収録
- バニシング・ポイント　桑名晴子（1978年）
- 終りのない歌　　惣領智子（1978年）　-　TBS系テレビドラマ木曜座「愛がわたしを」主題歌
- 出来る事はひとつ　惣領智子（1978年)
- さわがしい楽園　りりィ（1978年)　-　TV映画「人間の証明」主題歌
- もうひとつの心c/w風媒花　Tinna（1979年)　-　TBS系テレビドラマ木曜座「愛と喝采と」主題歌
- 祭りの子供　菊池真美（1980年）
- 街はデリシャス　Tinna（1980年）
- ザ・ピエロ　子門真人（1980年）
- 花散里　岩崎宏美（1980年）
- My Little Girl　惣領智子（1981年)
- PASSION-LADY　クリスタルキング（1981年）
- 親父の四季　吉川忠英（1981年）
- 恋はストーミーウェザー　堤大二郎（1982年)
- Sunrise Twist　村松邦男（1984年）
- 風色のサンバ　コンボトウシュー（1984年)　-　TBSドラマ「激愛三月までの…」主題歌
- じゃじゃ馬ならし　三原順子（1984年)
- 胸さわぎ　中崎英也（1984年）-　明星食品「青春という名のラーメン・胸騒ぎチャーシュー」CMソング[4]
- 絹の部屋　沢田研二（1985年）-  アルバム「架空のオペラ」収録